# ファン・ワルエルダ・デ・アムスコ

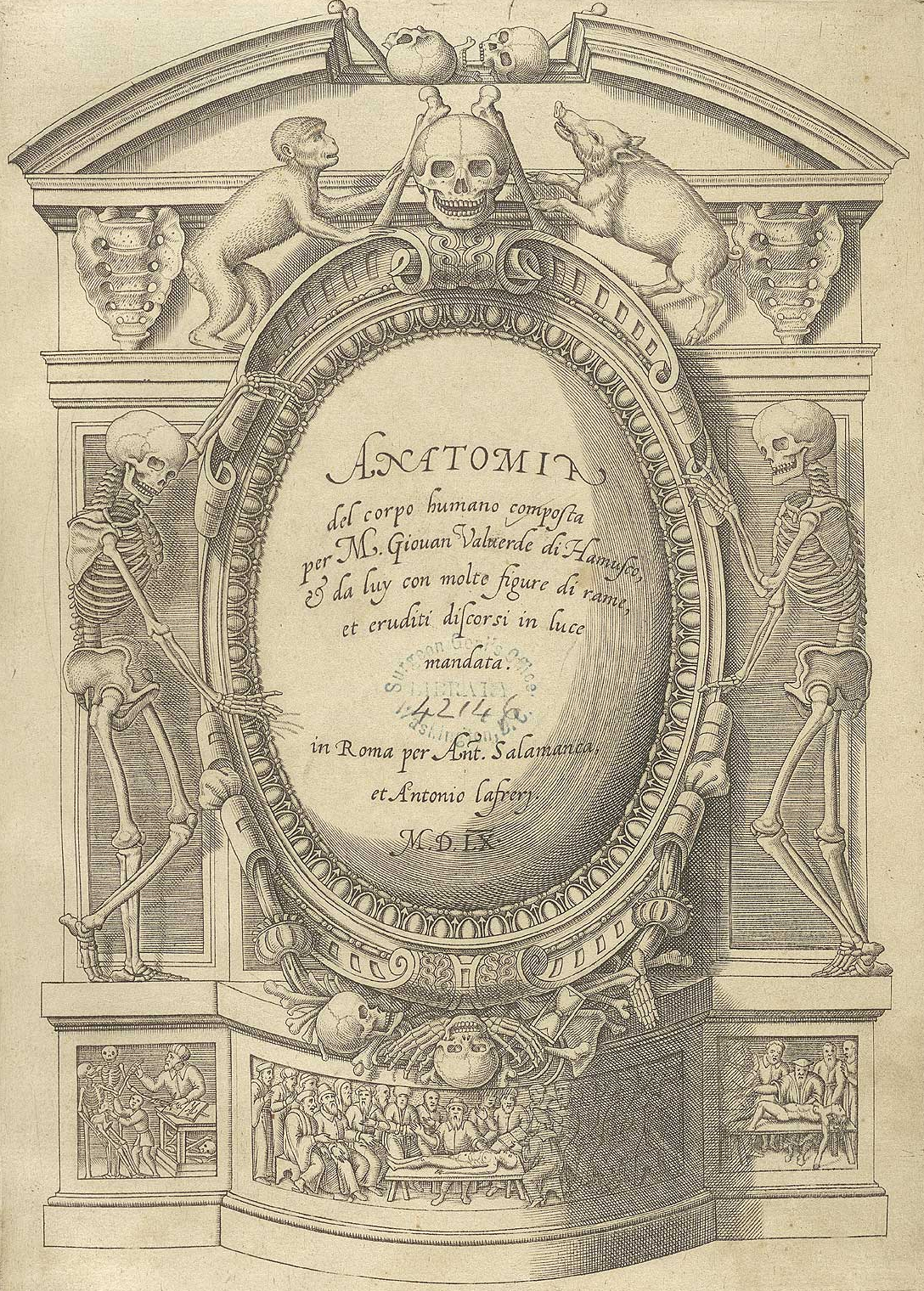
Anatomia del corpo humanoの扉絵

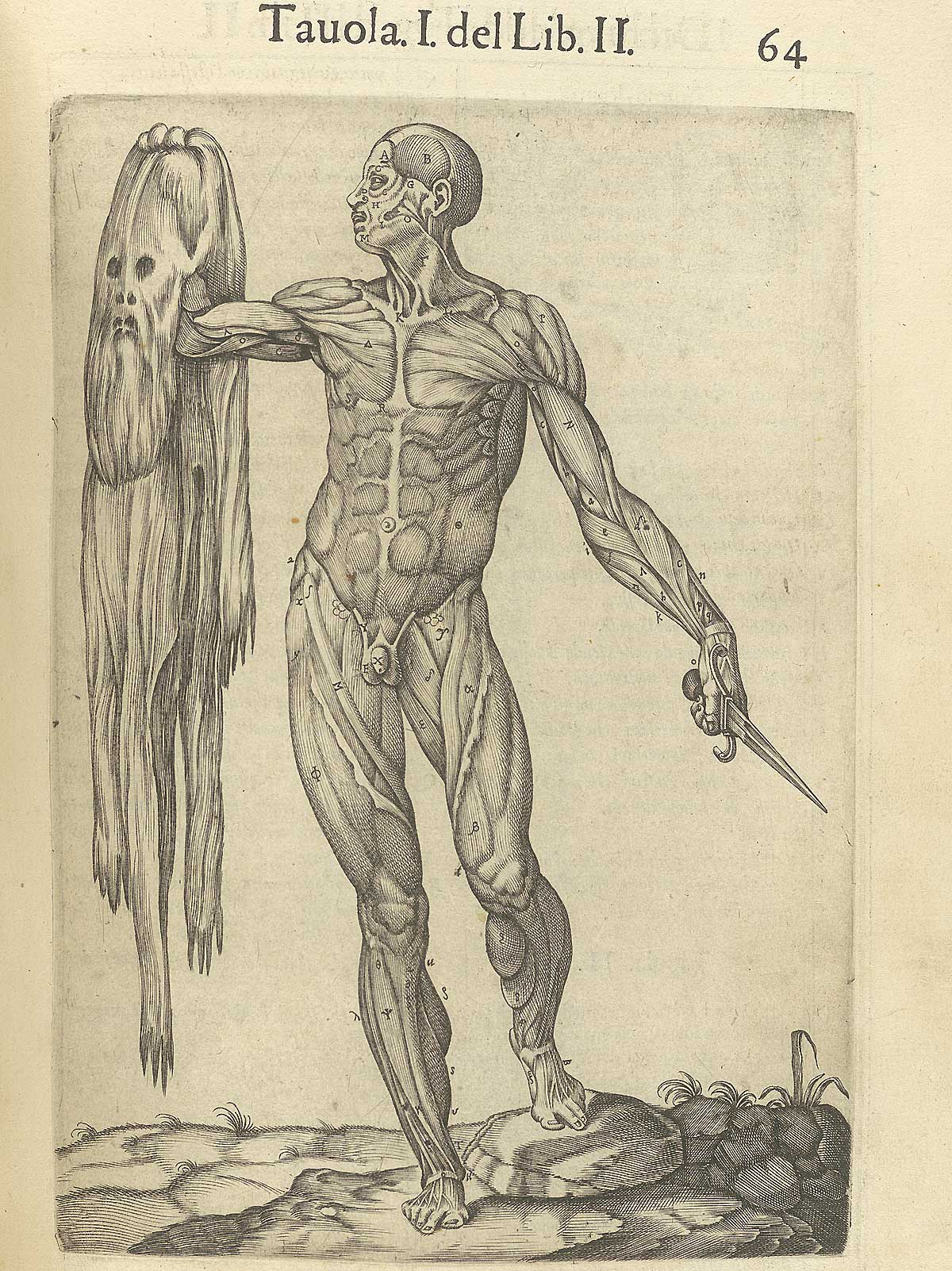
Historia de la composición del cuerpo humanoの図

ファン・ワルエルダ・デ・アムスコ（Juan Valverde de Amusco または "de Hamusco"、1525年頃 -1588年頃）は、スペイン（レオン王国） 生まれの医師、解剖学者である。ワルエルダの解剖書は、日本に伝わり、江戸の『解体新書』の扉絵は、ワルエルダの解剖書のオランダ語版の扉絵を模写して改変したという説が有力である。
バリャドリッドの大学で人文科学を学んだ後、解剖学を学ぶために1542年イタリアに移住した。パドゥアやピサで、レアルド・コロンボ（Realdo Colombo）、ローマでエウスタキウスのもとで学んだ。ローマのサント・スピリト病院で医師として働き、貴族たちから名声を獲得した。
解剖図を添付した、『心身の健康』（De animi et corporis sanitate tuenda libellus (Paris, 1552)）を出版した。もっとも有名な著書は、1556年にローマで出版された『人体解剖学』Historia de la composicion del cuerpo humanoであるが、42の図版のうち4枚を除いて、アンドレアス・ヴェサリウスの 『ファブリカ』De humani corporis fabricaから流用されたものであり、ヴェサリウスからの抗議を受けた。解説についてはヴェサリウスの誤りに対して、いくつかの修正が行われた。ワルエルダのオリジナルの図版で有名なのはミケランジェロの「最後の審判」の聖バーソロミューになぞらえた筋肉の男が片手にナイフを持ち、片方の手で皮膚を掲げている図である。

## 著書
- Anatomia del corpo humano (1566年)
- La anatomia del corpo umano, composta da M. Giovanni Valverde nuouamente ristampata: e con l'aggiunta di alcune tauoli ampliata (1586年)
- La anatomia del corpo umano ... nuovamente ristampata: e con l'aggiunta di alcune tavole ampliata(1586年)
- De animi et corporis sanitate tuenda libellus  (1552年)
- Anatomia del corpo humano composta per M. Giouan Valuerde di Hamu̇sco, # da luy con molte figure di rame, et eruditi discorsi in luce mandata (1559年)
- Anotomia del corpo humano ... co'discorsi del medesimo, novamente ristampata e con l'aggiunta d'alcune tavole ampliata(1682年)
- Anatome corporis humani(1589年)